# The Idol (Music from the HBO Original Series)
In concomitanza con il lancio della serie televisiva The Idol, il cantante canadese The Weeknd ha reso disponibile digitalmente una serie di sei EP tra giugno e luglio 2023.
Il progetto sarebbe dovuto essere inizialmente una vera e propria colonna sonora intitolata The Idol Vol. 1, con data di uscita fissata al 30 giugno di tale anno; Nonostante la pubblicazione dei primi due singoli, Double Fantasy con Future e Popular con Playboi Carti e Madonna, il 9 giugno l'artista ha rivelato la cancellazione dell'album optando per la pubblicazione due o tre brani a cadenza settimanale per ciascuno dei cinque episodi trasmessi in quanto «troppo entusiasta» di far ascoltare la nuova musica ai fan.

## The Idol Episode 1 (Music from the HBO Original Series)
Il primo EP è stato pubblicato il 9 giugno 2023 e contiene i brani The Lure (Main Theme), realizzato in collaborazione con Mike Dean, e World Class Sinner/I'm a Freak, unicamente interpretato dall'attrice statunitense Lily-Rose Depp, co-protagonista della serie.

### Tracce
1. The Weeknd – The Lure (Main Theme) (with Mike Dean) – 4:37
2. Lily-Rose Depp – World Class Sinner/I'm a Freak – 3:19

## The Idol Episode 2 (Music from the HBO Original Series)
Il secondo EP è stato reso disponibile il 12 giugno 2023 e contiene due brani di The Weeknd, tra cui Double Fantasy, e la strumentale Devil's Paradise composta da Mike Dean.

### Tracce
1. The Weeknd – Family (with Suzanna Son) – 3:03
2. Mike Dean – Devil's Paradise – 5:38
3. The Weeknd – Double Fantasy (with Future) – 4:28

## The Idol Episode 3 (Music from the HBO Original Series)
Il terzo EP è uscito il 19 giugno 2023 e presenta altri due inediti di The Weeknd prodotti da Mike Dean e il brano Get It B4 del cantante statunitense Moses Sumney, che appare nel rispettivo episodio trasmesso nello stesso giorno.

### Tracce
1. The Weeknd – A Lesser Man – 4:58
2. The Weeknd – Take Me Back – 3:47
3. Moses Sumney – Get It B4 – 4:22

## The Idol Episode 4 (Music from the HBO Original Series)
Il quarto EP è stato presentato il 23 giugno 2023 e contiene una reinterpretazione di Jealous Guy di John Lennon e due brani in collaborazione con Lily-Rose Depp, tra cui One of the Girls, estratto successivamente come singolo nel mese di dicembre dello stesso anno a seguito del successo ottenuto sulla piattaforma TikTok.

### Tracce
1. One of the Girls (with Jennie and Lily-Rose Depp) – 4:04
2. Jealous Guy – 3:29
3. Fill the Void (with Lily-Rose Depp and Ramsey) – 3:05

## The Idol Episode 5 Part 1 (Music from the HBO Original Series)
Il 30 giugno 2023 è stato pubblicato il quinto EP della serie, composto da due brani inediti di The Weeknd, di cui uno realizzato insieme al rapper statunitense Lil Baby e l'attrice statunitense Suzanna Son.

### Tracce
1. Like a God – 3:46
2. False Idols (with Lil Baby and Suzanna Son) – 4:22

## The Idol Episode 5 Part 2 (Music from the HBO Original Series)
L'ultimo EP è stato reso disponibile il 3 luglio 2023 e presenta tre brani, tra cui una cover di My Sweet Lord di George Harrison interpretata da Troye Sivan. The Weeknd appare in un solo brano, intitolato Dollhouse e realizzato con Lily-Rose Depp.

### Tracce
1. The Weeknd – Dollhouse (with Lily-Rose Depp) – 3:59
2. Troye Sivan – My Sweet Lord – 3:12
3. Suzanne Son – Crocodile Tears – 3:02